# Lupinus paraguariensis
Lupinus paraguariensis är en ärtväxtart som beskrevs av Robert Hippolyte Chodat och Emil Hassler. Lupinus paraguariensis ingår i släktet lupiner, och familjen ärtväxter. Inga underarter finns listade i Catalogue of Life.